# قلعة زنبور عليا
قلعة زنبور عليا (بالإنجليزية: Qaleh Zanbur-e Olya)‏ هي قرية تقع في قسم تشنارود الشمالي الريفي (مقاطعة تشادغان) في إيران.